# パドルアウト
パドルアウト株式会社は、東京都港区に本社を置く経営コンサルティング会社である。

## 会社沿革
- 2004年（平成16年）4月 - 東京都千代田区に設立。
- 2006年（平成18年）4月 - 東京都港区に移転。

## 事業内容
- コンサルティングサービス事業部
- アウトドア事業部
- ビッグエクスプローラー事業部（散骨事業）